# Аксман, Карл
Карл Аксман (нем. Carl Axmann) — известный немецкий физиолог XIX века.
Главный труд Карла Аксмана был издан в 1853 году в столице Германии городе Берлине под названием «Beiträge zur mikroskopischen Anatomie u. Physiologie des Gangliennervensystems des Menschen und der Wirbelthiere». Эта научная работа была переведёна на русский язык С. Барыковым и издана в Российской империи в 1856 году в городе Москве под заголовком «Исследование о микроскопическом строении и физиологии узловой нервной системы человека и позвоночных животных, д-ра медицины К. Аксмана». 
К переводу Барыкова была приложена статья профессора медицины Иноземцева Фёдора Ивановича «О значении исследований Аксмана».